# FM Towns
FM Towns是日本公司富士通生产的一种个人电脑。电脑起初定向为多媒体应用与游戏用私人电脑，但后来逐渐开始与一般电脑兼容。1993年，与既存FM Towns游戏兼容的游戏机FM Towns Marty发行。
“FM”和早期产品一样，意为“富士通微机”（Fujitsu Micro）；“Towns”则衍生自开发代号“Townes”。Townes指1964年诺贝尔物理学奖得主之一的查尔斯·汤斯（Charles Townes），而以诺贝尔奖得主名为PC产品开发代号是富士通当时的惯例。团队除去“Townes”中的“e”是为表面单词发音近似“towns”而非“tow-nes”（托尼斯）。

## 開発環境
- F-BASIC386インタプリタ/コンパイラ
- High C Compiler
- 386|ASM
- GNU C Compiler